# 福岡県道472号直方鞍手線
福岡県道472号直方鞍手線（ふくおかけんどう472ごう のおがたくらてせん）は、福岡県直方市から鞍手郡鞍手町に至る一般県道である。

## 概要
直方市新知町から鞍手郡鞍手町大字木月に至る。
全区間片側1車線。鞍手郡鞍手町と直方市中心部を直結すると同時に（鞍手郡鞍手町から）田川市・行橋市方面への短絡路としても利用されている。なお筑豊本線と立体交差する跨線橋は急勾配および急カーブになっており、冬期の積雪時はスリップに注意が必要。
さらに当線の沿道では九州自動車道 鞍手IC建設工事が進められ2011年（平成23年）2月19日に供用開始。当線も一部区間で鞍手インター関連の拡幅工事が進められている。鞍手IC供用開始により鞍手郡鞍手町の他、直方市中心部や宮若市東部（旧・宮田町域）へのアクセスも便利になった。なお鞍手IC建設期間中は当線の中山口十字路（福岡県道29号直方宗像線交点）と福岡県道468号新延植木線交点の間で全面通行止め規制が行われていた。

### 路線データ
- 起点 : 福岡県直方市新知町（直方三中入口交差点、福岡県道27号直方芦屋線交点）
- 終点 : 福岡県鞍手郡鞍手町大字木月（木月交差点、福岡県道293号新延中間線交点）

## 歴史
- 2024年（令和6年）3月21日 - バイパス（中山交差点 - 鞍手郡鞍手町大字猪倉、延長720 m）開通[1]。

## 路線状況

### 重複区間
- 福岡県道468号新延植木線（鞍手郡鞍手町大字中山・上新橋交差点 - 鞍手郡鞍手町大字中山・中山交差点）

### 道路施設

#### 橋梁
- 新正橋（筑豊本線、直方市）
- 新入大橋（犬鳴川、直方市）
- 菰川橋（菰川、鞍手郡鞍手町）

## 地理

### 通過する自治体
- 福岡県
  - 直方市 - 鞍手郡鞍手町

### 交差する道路
| 交差する道路                         | 市町村名 | 市町村名 | 交差する場所 | 交差する場所              |
| ------------------------------------ | -------- | -------- | ------------ | ------------------------- |
| 福岡県道27号直方芦屋線               | 直方市   | 直方市   | 新知町       | 直方三中入口交差点 / 起点 |
| 福岡県道98号中間宮田線               | 直方市   | 直方市   | 大字下新入   | 新入大橋交差点            |
| 福岡県道475号室木直方線              | 直方市   | 直方市   | 大字下新入   | 神崎交差点                |
| 福岡県道29号直方宗像線               | 鞍手郡   | 鞍手町   | 大字中山     | 中山口交差点              |
| E3 九州自動車道                      | 鞍手郡   | 鞍手町   | 大字中山     | 鞍手IC交差点 4-1 鞍手IC   |
| 福岡県道468号新延植木線 重複区間起点 | 鞍手郡   | 鞍手町   | 大字中山     | 上新橋交差点              |
| 福岡県道468号新延植木線 重複区間終点 | 鞍手郡   | 鞍手町   | 大字中山     | 中山交差点                |
| 福岡県道293号新延中間線              | 鞍手郡   | 鞍手町   | 大字木月     | 木月交差点 / 終点         |

### 交差する鉄道
- 筑豊本線
- 山陽新幹線

### 沿線
- パロマ工業
- 九州鉄線工業
- 新入グァーグァー市場
- E3 九州自動車道 鞍手PA
- 鞍手町立剣南小学校
- 西日本シティ銀行鞍手支店
- 古月保育園